# Hale Boggs
Thomas Hale Boggs Sr. (Long Beach, Harrison, Misisipi; Estados Unidos; 15 de febrero de 1914 -  Alaska; desaparecido el 16 de octubre de 1972) fue un político demócrata estadounidense y miembro de la Cámara de Representantes de los Estados Unidos de Nueva Orleans, Luisiana. Fue el líder de la mayoría de la Cámara de Representantes y miembro de la Comisión Warren. Su esposa fue también miembro de la cámara Lindy Boggs (1916-2013).
En 1972, cuando todavía era el líder de la mayoría, Boggs estaba en una campaña de recaudación de fondos en Alaska, el avión bimotor en el que viajaba con el congresista de Alaska Nick Begich y otras dos personas, desapareció mientras volaba de Anchorage a Juneau, Alaska.

## Biografía
Boggs nació en Long Beach en el condado de Harrison, en la costa del golfo de Misisipi.  Era hijo de Claire Josephine (Hale) y William Robertson "Will" Boggs. Se educó en la Universidad de Tulane, donde recibió una licenciatura en periodismo en 1934 y una licenciatura en derecho en 1937. Primero ejerció la abogacía en Nueva Orleans, pero pronto se convirtió en un líder en el movimiento para romper el poder de la maquinaria política del senador estadounidense Huey. Pierce Long Jr., quien fue asesinado en 1935.

## Carrera

### Casa de Estados Unidos
Boggs, un demócrata que se postuló como un candidato anti-Long, fue elegido para la Cámara de Representantes de los Estados Unidos por el Segundo Distrito y sirvió desde 1941 hasta 1943. En el momento en que fue elegido, era, a los 27 años, el miembro más joven del Congreso.
Su elección inicial no estuvo libre de controversias; cinco de sus aliados políticos que se desempeñaron como comisionados electorales de la parroquia de Orleans fueron condenados por cambiar 97 votos para los oponentes de las primarias demócratas de Boggs en votos a favor de él. El caso, Estados Unidos v. Classic, llegó a la Corte Suprema, donde estableció la autoridad del gobierno federal para regular las elecciones primarias locales, sentando un precedente clave para decisiones posteriores sobre derechos civiles. 
Después de un intento fallido de reelección en 1942, se unió a la Armada de los Estados Unidos como alférez. Sirvió el resto de la Segunda Guerra Mundial.

### Candidatura a gobernador
Después de la guerra, Hale comenzó su regreso político. Fue elegido nuevamente al Congreso en 1946 y luego fue reelegido trece veces, una vez justo después de su desaparición, pero antes de que se presumiera muerto. En 1951, Boggs lanzó una desafortunada campaña para gobernador de Luisiana. Liderando las encuestas al principio de la campaña, pronto se puso a la defensiva cuando otra candidata, Lucille May Grace, a instancias del antiguo jefe político del sureste de Louisiana, Leander Pérez, cuestionó la membresía de Boggs en la Unión de Estudiantes Estadounidenses en la década de 1930. En 1951 se pensaba que la ASU era un frente comunista. Boggs evitó la pregunta y atacó tanto a Grace como a Pérez por realizar una campaña de difamación en su contra. En su libro, The Big Lie, el autor Garry Boulard sugiere firmemente que Boggs era miembro de la ASU, pero trató de encubrir ese hecho en el diferente clima político de principios de la década de 1950.
Hale terminó tercero en la votación para gobernador a principios de 1952. El candidato de Boggs a vicegobernador, C.E. "Cap" Barham de Ruston, se impuso en una segunda vuelta contra el futuro gobernador John McKeithen. La elección de Boggs para el registro de tierras estatales, Ellen Bryan Moore de Baton Rouge, ganó la oficina que dejó vacante Lucille May Grace. Moore derrotó a Mary Evelyn Dickerson, futura tesorera del estado en la segunda administración de McKeithen. Otros dos candidatos de Boggs fueron derrotados, incluido el senador estatal Chester J. Coco de Marksville para fiscal general, quien perdió ante Fred S. LeBlanc, el exalcalde de Baton Rouge, y Douglas Fowler de Coushatta, derrotado por Allison Kolb de Baton Rouge, quien luego cambió a afiliación republicana.

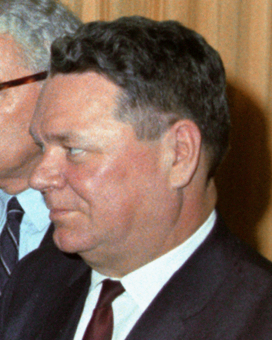
Hale Boggs el 24 de septiembre de 1964 en la Casa Blanca como miembro de la Comisión Warren presentando su informe sobre el asesinato del presidente John F. Kennedy al presidente Lyndon Johnson

Boggs ganó el respaldo de gobernador del Shreveport Times, que elogió al representante por haber impedido que la administración Truman "modificara las asignaciones por agotamiento del petróleo en los impuestos federales, bloqueando así ... los esfuerzos para atar una piedra de molino al cuello de la industria petrolera de Luisiana". El Times, en una investigación sobre Miss Grace, también citó la lucha de Boggs en el Congreso ya en 1941 contra el comunismo y la subversión en el gobierno. Otros periódicos que apoyaron a Boggs fueron el ya desaparecido Monroe Morning World y el Monroe News-Star en funcionamiento. 
El senador Russell B. Long apoyó a Boggs, pero muchos en la facción Long habían preferido al juez Carlos Spaht de Baton Rouge, quien finalmente perdió la segunda vuelta ante otro juez, Robert F.Kennon de Minden, a quien Russell Long había derrotado por poco en el Senado especial. elección en 1948.
El New Orleans Times-Picayune respaldó no a Boggs para gobernador, sino al candidato en cuarto lugar en las primarias, James M. McLemore, un rico ganadero y propietario de un granero de subastas de Alejandría.  Lionel Ott, miembro del Concejo Municipal de Nueva Orleans, fue la elección de McLemore para vicegobernador; La preferencia de Kennon por vicegobernador fue Elmer David Conner (1905-1965) de Jennings, quien en 1952 se convirtió en el director de comercio e industria de la nueva administración. Tanto Ott como Conner fueron eliminados en las primarias.
Como joven miembro de la Cámara de Representantes, se unió a 101 compañeros congresistas  en la firma de la Declaración de Principios Constitucionales, en oposición a la integración racial en lugares públicos. La redacción del documento fue en respuesta a la decisión de la Corte Suprema de 1954 Brown v. Board of Education.
La Ley Boggs de 1952, patrocinada por Hale Boggs, estableció sentencias obligatorias para delitos relacionados con las drogas. Una condena por primera ofensa por posesión de marihuana conllevaba una sentencia mínima de 2 a 10 años con una multa de hasta $ 20,000.

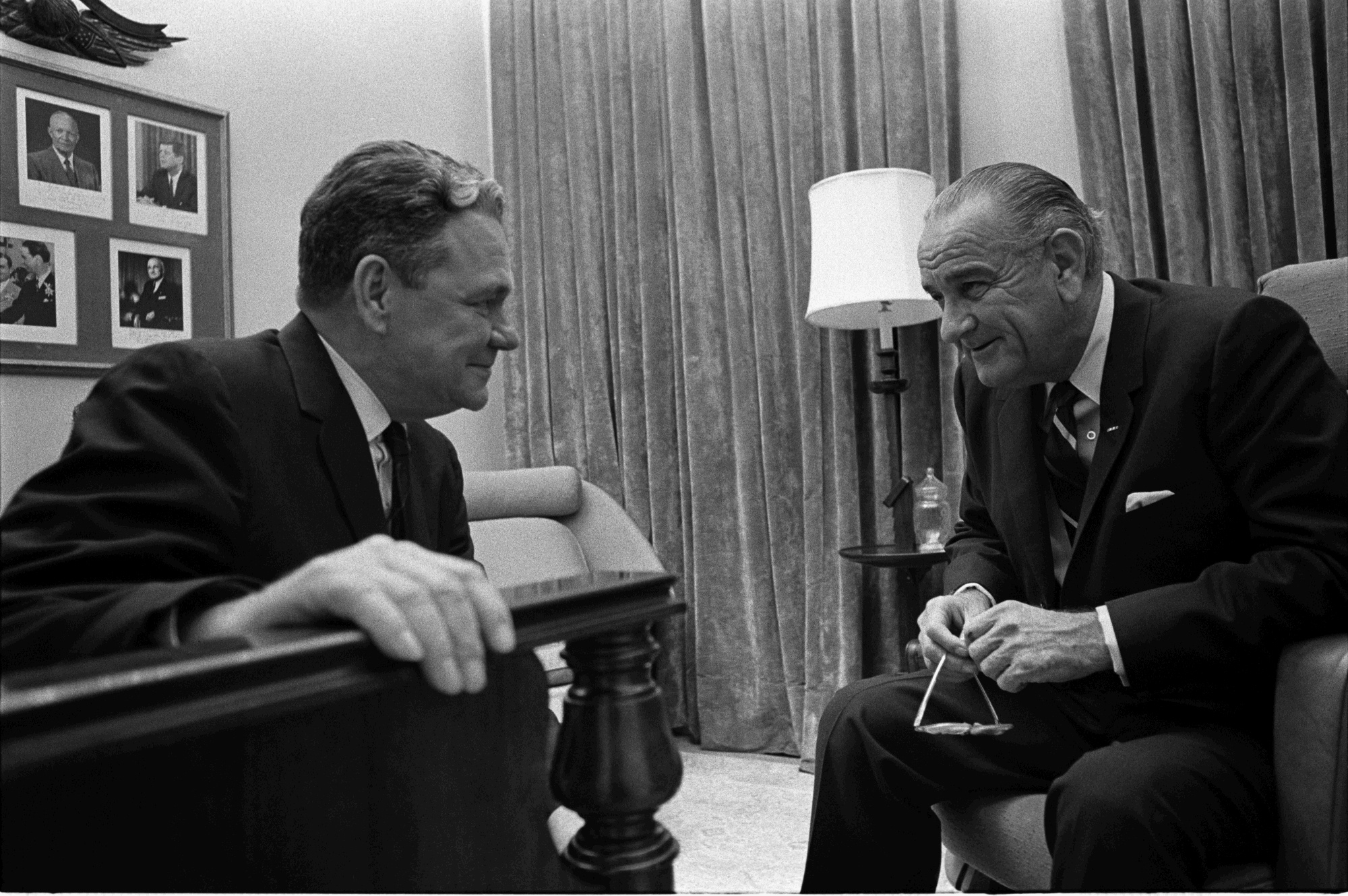
Boggs en su casa junto al presidente Lyndon B. Johnson

### Elecciones posteriores a la Cámara
En 1960, el republicano Elliot Ross Buckley, primo de William F. Buckley Jr., desafió a Boggs pero obtuvo solo 22,818 votos (22 por ciento) de los 81,034 votos del titular (78 por ciento). El boleto Kennedy-Johnson ganó fácilmente en Louisiana ese año.
En 1962, 1964 y 1968, David C. Treen, un abogado de Metairie que se convirtió en el primer gobernador republicano de Luisiana en 1980, desafió a Boggs a la reelección. Treen aprovechó los esfuerzos de Buckley en la primera competencia, y el impulso de Goldwater en Louisiana ayudó en la segunda carrera. Sin embargo, fue en las elecciones de 1968 cuando Treen obtuvo el mejor resultado: 77.633 votos (48,8 por ciento) frente a los 81.537 votos de Boggs (51,2 por ciento). Treen atribuyó la victoria de Boggs a los partidarios del exgobernador de Alabama, George C. Wallace Jr., quien se postuló para presidente en la lista del Partido Independiente Estadounidense. Treen dijo que los partidarios de Wallace "se volvieron muy fríos con mi candidatura. Realmente no podíamos creer que apoyarían a Boggs, pero varias organizaciones demócratas se manifestaron a favor de Wallace y Boggs, y él recibió los suficientes votos de Wallace para darle la elección".
Durante su mandato en el Congreso, fue un miembro influyente. Después de Brown v. Board of Education, firmó el Manifiesto del Sur de 1956 condenando la desegregación. Boggs votó en contra de las Leyes de Derechos Civiles de 1957,  1960 y 1964, pero votó a favor de la Ley de Derechos Electorales de 1965 y la Ley de Derechos Civiles de 1968. Jugó un papel decisivo en la aprobación del programa de carreteras interestatales en 1956.
Boggs fue el miembro más joven de la Comisión Warren que investigó el asesinato de John F. Kennedy de 1963 a 1964. Se ha informado que Boggs tiene posiciones diferentes con respecto al informe Warren. Basado en la Oficina del Historiador de la Cámara y el Secretario de la Oficina de Arte y Archivos de la Cámara, Político informa que "Boggs discrepó del informe de la mayoría de la comisión que apoyaba la tesis de la bala única, apuntando a un asesino solitario. Boggs dijo que" tenía serias dudas sobre". Pero en una aparición en 1966 en Face the Nation, defendió los hallazgos de la comisión y declaró que no dudaba de que Lee Harvey Oswald mató a Kennedy. Dijo que todas las pruebas indicaban que Kennedy recibió un disparo por la espalda y que el argumento de que una bala alcanzó tanto a Kennedy como al gobernador de Texas, John Connally, fue "muy persuasivo". Boggs discrepó de las afirmaciones de los críticos de la Comisión Warren y afirmó que era "la naturaleza humana" que "mucha gente preferiría creer que hubo una conspiración". Se desconoce por qué su posición se expresó en términos tan opuestos, pero los teóricos de la conspiración han considerado que esa diferencia es significativa.
En la novela de 1979, El círculo de Matarese, el autor Robert Ludlum retrató a Boggs como si hubiera sido asesinado para detener su investigación sobre el asesinato.
Se desempeñó como látigo de la mayoría desde 1962 a 1971 y como líder de la mayoría desde enero de 1971 hasta su desaparición. Como látigo, hizo pasar gran parte de la legislación de la Gran Sociedad del presidente Johnson a través del Congreso.
El 22 de agosto de 1968, mientras el secretario de Estado Dean Rusk testificaba en una audiencia sobre la guerra de Vietnam, Boggs interrumpió la sesión para anunciar la invasión de Checoslovaquia por parte de las tropas de la Unión Soviética, luego de escuchar una transmisión reciente de Radio Praga que indicaba a los checoslovacos no emprender ninguna acción contra las fuerzas de ocupación. Eso provocó que el secretario Rusk, quien anteriormente desconocía la situación, se excusara de inmediato, en medio del testimonio, para atender el tema de la invasión.
En abril de 1971, pronunció un discurso en el piso de la Cámara en el que atacó duramente al director de la Oficina Federal de Investigaciones, J. Edgar Hoover, y a todo el FBI.  Eso llevó a una conversación el 6 de abril de 1971 entre el presidente Richard M. Nixon y el líder de la minoría republicana, Gerald Ford. Nixon dijo que ya no podía seguir el consejo de Boggs como miembro de alto rango del Congreso. En la grabación de esta llamada, Nixon le pidió a Ford que hiciera arreglos para que la delegación de la Cámara incluyera una alternativa a Boggs. Ford especuló que Hale tomaba pastillas además de alcohol. 
El 22 de abril de 1971, Boggs fue aún más lejos: "Durante los años de la posguerra, hemos otorgado a la élite y a la policía secreta dentro de nuestro sistema vastos poderes nuevos sobre la vida y las libertades de la gente. A pedido de los líderes confiables y respetados de esas fuerzas, y su apelación a las necesidades de la seguridad nacional, hemos eximido esas concesiones de poder de la debida contabilidad y estricta vigilancia.

## Desaparición en Alaska
Como líder de la mayoría, Boggs solía hacer campaña por otros, incluido el representante Nick Begich de Alaska. El 16 de octubre de 1972, Boggs estaba a bordo de un Cessna 310 bimotor con el representante Begich, quien enfrentaba una posible carrera reñida en las elecciones generales de noviembre de 1972 contra el candidato republicano, Don Young, cuando desapareció durante un vuelo de Anchorage a Juneau. También estaban a bordo el ayudante de Begich, Russell Brown; y el piloto, Don Jonz, los cuatro se dirigían a una campaña de recaudación de fondos para Begich.
La búsqueda de la aeronave desaparecida y cuatro hombres incluyó a la Guardia Costera de los Estados Unidos, la Armada, el Ejército, la Fuerza Aérea, la Patrulla Aérea Civil y aviones y helicópteros civiles de ala fija. El Cessna debía llevar un transmisor localizador de emergencia según la ley estatal de Alaska y la ley federal.
Durante la búsqueda no se escuchó ninguna señal de transmisión de emergencia que se determinara proveniente del avión. En su informe sobre el incidente, la Junta Nacional de Seguridad en el Transporte declaró que el transmisor de emergencia portátil del piloto, permitido en lugar de un transmisor fijo en el avión, se encontró en un avión en Fairbanks, Alaska. El informe también señala que un testigo vio un objeto no identificado en el maletín del piloto que se parecía, excepto por el color, al transmisor de emergencia portátil. La junta de seguridad concluyó que ni el piloto ni la aeronave tenían un transmisor de ubicación de emergencia.
El 24 de noviembre de 1972 se suspendió la búsqueda a los 39 días. Nunca se encontraron los restos del avión ni los restos del piloto y los pasajeros. Algunas personas pueden pensar que se trata de algo paranormal, pues a esa zona se le conoce como "El triangulo de las Bermudas de Alaska" pero las pruebas históricas apuntan a otra dirección. Después de una audiencia y una deliberación del jurado de siete minutos, la jueza Dorothy Tyner firmó su certificado de defunción.
Después de que Boggs y Begich fueran reelegidos póstumamente en noviembre, la Resolución de la Cámara 1 del 3 de enero de 1973 reconoció oficialmente la presunta muerte de Boggs y abrió el camino para una elección especial. Lo mismo se hizo con Begich.
En 2019, la inexplicable desaparición de Boggs se mencionó en el episodio 14 de la serie de televisión ficticia The Blacklist, temporada 7, Twamie Ullulaq, que se desarrolla en el Triángulo de Alaska.
En verano de 2020, la desaparición de Boggs fue investigada en un podcast producido por iHeartMedia llamado Missing in Alaska.
El escaño de Boggs fue ganado por su viuda, Lindy Boggs, quien permaneció en la cámara hasta 1991 y posteriormente fue nombrado embajador de los Estados Unidos ante la Santa Sede por el presidente Clinton.